# Воссоединение (памятник)
«Воссоедине́ние» — скульптурная композиция, посвящённая подписанию Акта о каноническом общении Московского патриархата и Русской зарубежной церкви.
Бронзовая композиция установлена в Москве, на восточном стилобате храма Христа Спасителя. На композиции изображены патриарх Московский и всея Руси Алексий II и первоиерарх Русской православной церкви заграницей митрополит Восточно-Американский и Нью-Йоркский Лавр, стоящие на разломленном земном шаре и держащие в руках храм Христа Спасителя и подписанный Акт о каноническом общении.
Акт был подписан 17 мая 2007 года в Москве в храме Христа Спасителя патриархом Московским и всея Руси Алексием II и первоиерархом РПЦЗ митрополитом Лавром. Начало работ по созданию памятника благословил патриарх Кирилл в марте 2011 года на встрече с председателем фонда «Церковь» Анатолием Кузнецовым. Идея композиции бронзового образа принадлежит сыну скульптора Вячеслава Клыкова — Андрею Клыкову.
В 2017 году отмечалось 10-летие со дня восстановления единства поместной Русской православной церкви, к этой годовщине было приурочено открытие памятника. 18 июня 2017 года после Божественной литургии в храме Христа Спасителя патриарх Кирилл освятил скульптурную композицию. На освящении памятника присутствовали: митрополит Крутицкий и Коломенский Ювеналий; митрополит Волоколамский Иларион (Алфеев); митрополит Истринский Арсений (Епифанов); митрополит Читинский и Петровск-Забайкальский Димитрий (Елисеев) и другие иерархи, сослужившие патриарху Кириллу. В церемонии приняли участие официальные лица и представители делегации Коптской церкви, совершавшие паломничество к святыням Русской православной церкви.
На постаменте памятника сделана надпись:

Памятник «Воссоединение» посвящён подписанию 17 мая 2007 года в храме Христа Спасителя «Акта о каноническом общении» — воссоединению Русской и Зарубежной частей Православной церкви, Патриархом Московским и всея Руси Алексием II и Первоиерархом Русской православной церкви заграницей митрополитом Восточно-Американским и Нью-Йоркским Лавром при участии Президента Российской Федерации Путина Владимира Владимировича. Москва, 2017 год.
Ранее, 4 декабря 2015 года, в праздник Введения во храм Пресвятой Богородицы, памятник «Воссоединение» был открыт в Александро-Невском кафедральном соборе Восточно-Американской епархии, тауншип Хауэлл, штат Нью-Джерси. Ранее, 30 сентября 2015 года, подобный памятник открыт на территории монастыря «Коренная пустынь» в Курской области.